# Anton Huber (Politiker, 1881)
Anton Huber (* 20. Mai 1881 in Neckenmarkt; † 17. November 1944 ebenda) war ein österreichischer Landwirt und Politiker (Christlichsoziale Partei). Huber war verheiratet und von 1922 bis 1923 Abgeordneter zum Burgenländischen Landtag. 
Anton Huber wurde als Sohn des Landwirts Johann Huber aus Neckenmarkt geboren. Er besuchte die Volks- und Berufsschule und war in der Folge als Landwirt, Zimmerer und Betonbaupolier tätig. Zwischen dem 15. Juli 1922 und dem 13. November 1923 war Huber Abgeordneter zum Burgenländischen Landtag für die Christlichsoziale Partei. 